# Jan Phyl Village
Jan Phyl Village és una concentració de població designada pel cens dels Estats Units a l'estat de Florida. Segons el cens del 2000 tenia 5.633 habitants.

## Demografia
Segons el cens del 2000, Jan Phyl Village tenia 5.633 habitants, 1.947 habitatges, i 1.573 famílies. La densitat de població era de 460,8 habitants/km².
Dels 1.947 habitatges en un 41,6% hi vivien nens de menys de 18 anys, en un 60,6% hi vivien parelles casades, en un 15,2% dones solteres, i en un 19,2% no eren unitats familiars. En el 14,8% dels habitatges hi vivien persones soles el 5,9% de les quals corresponia a persones de 65 anys o més que vivien soles. El nombre mitjà de persones vivint en cada habitatge era de 2,89 i el nombre mitjà de persones que vivien en cada família era de 3,17.
Per edats la població es repartia de la següent manera: un 30% tenia menys de 18 anys, un 9,5% entre 18 i 24, un 29,5% entre 25 i 44, un 22,2% de 45 a 60 i un 8,9% 65 anys o més.
L'edat mediana era de 33 anys. Per cada 100 dones de 18 o més anys hi havia 89,1 homes.
La renda mediana per habitatge era de 41.219 $ i la renda mediana per família de 45.958 $. Els homes tenien una renda mediana de 30.117 $ mentre que les dones 21.072 $. La renda per capita de la població era de 16.389 $. Entorn del 5,6% de les famílies i el 8,5% de la població estaven per davall del llindar de pobresa.

## Poblacions més properes
El següent diagrama mostra les poblacions més properes.